# Seat Alhambra

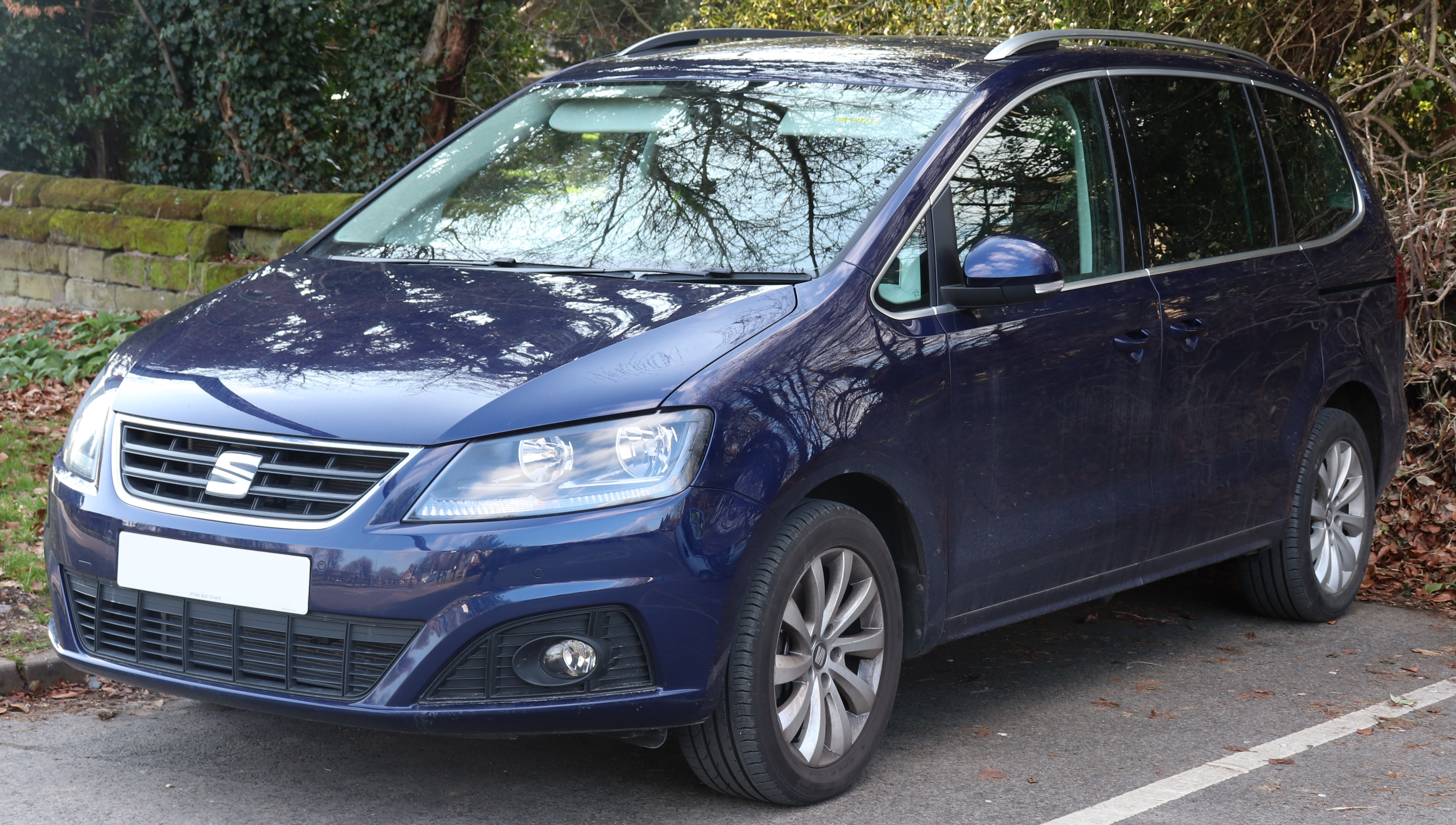
Seat Alhambra

Seat Alhambra är en stor MPV-modell som presenterades 1996. 
Modellen, som var SEATs hittills största modell, kom till i samarbete med koncernkollegan Volkswagen och Ford, vars modeller Sharan och Galaxy i stort sett är identiska med Alhambra. Skillnaderna modellerna emellan är främst kosmetiska, där frontpartier, färgalternativ och till viss del inredning skiljer. Alhambramodellen marknadsförs också till ett lägre pris och med sportiga utrustningsalternativ enligt SEAT:s varumärkesstrategi. Alhambra erbjuds med både fyr- och sexcylindriga motorer som fram- eller fyrhjulsdriven.
År 2000 genomgick Alhambra en större ansiktslyftning med ett nytt frontparti som bättre anknöt till märkets övriga modeller. År 2010 skedde en genomgripande förändring och modellen fick ett nytt utseende  

## Motorer
Bensin
- 2.0 85 kW 115 hk
- 1.8 T 110 kW 150 hk
- 2.3 110 kW 150 hk
- 2.8 VR6 150 kW 204 hk

Diesel
- 1.9 TDI 66 kW 90 hk
- 1.9 TDI 81 kW 110 hk
- 1.9 TDI 85 kW 115 hk
- 1.9 TDI 96 kW 131 hk
- 1.9 TDI 110 kW 150 hk
- 2.0 TDI 103 kW 140 hk
- 2.0 TDI 130 kW 177 hk